# Сократ Схоластик
Сократ Схоластик (грч: Σωκράτης ο Σχολαστικός, рођ. око 380. — умро после 439. године) био је источноримски (византијски) правник и историчар цркве. Његово једино познато дело је Историја цркве у седам књига написана на грчком језику у којој је приказана у првом плану црквена историја од 312. до 439. године.

## Биографија
О Сократовом животу не знамо ништа више од неколико аутобиографских белешки које је оставио о себи. Рођен је у престоници источног дела Римског царства, Константинопољу, око 380. године. Као дечак стицао је основно образовање код двојице паганских граматичара Хеладија и Амонија. Обојица су морали да напусте Александрију око 390. године када је цар Теодосије I одобрио уништење Серапејума, чувеног храма бога Сераписа. Пошто је основно образовање почињало око седме године сасвим је могуће да је Сократ слушао Хеладија и Амонија када је већ био дечак од десетак година. Класично образовање је оставило позитиван утисак на Сократа који је у једној од дигресија у својој историји, подвукао значај античке мудрости, за коју вели да подржава хришћанску веру, а затим каже и да је корисно јер припрема хришћане за расправу са паганима (III, 16.).
Историчар цркве Сократ је обично познат под надимком Схоластик што упућује да је био правник по струци. Данас се у науци ипак сумња да је надимак Схоластик касније додат у рукописима Историје цркве можда како би се цариградски историчар на први поглед раздвојио од античког филозофа Сократа из Атине. У Историји цркве не може се приметити Сократово познавање римског права, а притом и сам историчар спомиње тежак живот правничког особља при цариградским судовима (VI, 3, 2.).
Историју цркве Сократ је закључио догађајима из 439. године и дело је затим посветио цару Теодосију II. Није познато када је и како преминуо.

## Историја цркве
У уводу у своје дело Сократ открио своју жељу да настави Историју цркве Евсевија Цезарејског која је закључена Константиновом победом над Лицинијем 324. године. Међутим, дело је започео Константиновим походом против Максенција 312. и царевим преобраћењем у хришћанство. Такође, записао је како му је циљ да пише једноставним стилом, да разјасни историју Аријеве јереси, коју је Евсевије у свом делу запоставио, и опише догађаје који су се тицали цркве све до свог времена. На питања стила вратио се и у уводу шесте књиге где је подвукао да једноставним излагањем жели да угоди и необразованим и образованим читаоцима и индиректно каже како је то уједно и последица његове привржености истинољубивости.
За разлику од античких аутора, које понекад цитира, Сократ је своју историју поделио у несиметричан број књига. Само прва, друга, пета и шеста књига имају предговоре. У предговору друге књиге открива се да су бар неке књиге кружиле по цариградским ученим круговима засебно али да их је Сократ, пред коначно издавање целовитог дела, редиговао. У предговору шесте књиге, Сократ се обраћа свом патрону, извесном Теодору, на чији је наговор вероватно коначно издање дела обогатио писмима и другим документима. Документа је прибавио из збирке Синагога коју је окупио и искоментарисао Сабин, а која нам није сачувана. До неких докумената дошао је и током својих истраживања.
Од наративних извора користио је велики број аутора, пре свега Евсевија, Руфина из Аквилеје и Атанасија Александријског. Познавао је и дела хришћанских теолога који су сматрани за јеретичке попут Оригена, Несторија и Еуномија, као и паганске ауторе 4. века, ораторе Либанија и Темистија. Најзад, хронолошку основу свог дела тражио је у цариградским хроникама и листама епископа. За последње две књиге, у којима се бавио савременим догађајима, Сократ је користио и усмене изворе које је пажљиво проучавао и поредио како би добио што тачнију верзију догађаја.
Главни мотив Сократове историје је борба за јединство цркве подељене услед спорово око аријанског учења. У прве четири књиге, у којима аутор ламентира над нејединством насталим након Константинове смрти 337, главни протагониста је упорни бранитељ православља Атанасије Александријски. Теолошке нијансе Сократ приказује цитирајући писма или друге акте (нпр. симбол вере утаначен на Првом васељенском сабору у Никеји 325). Међутим поред завађених вођа различитих струја, повремено се појављују узорне личности епископа и монаха (нпр св. Антоније). Такође Сократ пружа и податке о покрштавању народа који су живели ван граница царства попут Гота, Персијанаца и Арапа.
Сократова Историја цркве представља важан извор и за секуларне историју. У предговору пете књиге Сократ се извињава читаоцима на обиму световне историје али додаје да је то неопходно пошто по његовом мишљењу када се држава нађе у незгодама слично ће снаћи и цркву и обратно.
Сократов идеал је био слога унутар цркве и хармонија световних и духовних власти. У складу са тим је и оцењивао улогу важних актера и поделе унутар цркве је посматрао као последицу људске неслоге пре него неспојивости доктринарних тумачења. Зато је нарочито ценио клирике попут цариградског патријарха Прокла (434-447) који су својом благошћу покушавали да привуку јеретике на своју страну без употребе насиља. На сличан начин је оценио улогу цара Константина и Теодосија II у чије време је, по Сократовој оцени, установљен општи мир и у световним и у духовним приликама. Историја цркве се завршава Сократовим оптимистичним поређењем Теодосијеве владе са Константиновом и молитвом за мир међу црквеним средиштима, градовима и народима.
Сократова Историја цркве представља важан извор за римску историју 4. и 5. века захваљујући ауторовој употреби великог броја данас недоступних извора и његовој непристрасности. Данас се сматра за најверодостојнијег међу позноантичким историчарима цркве.
Прво модерно издање Сократовог грчког текста појавило се у Паризу 1544. године. Најновије издање Историје цркве приредили су Хансен и Сиринјан 1995. у серији Die Griechischen Christlichen Schriftsteller (Berlin:Akademie Verlag).
Сократова историја преведена је на велики број модерних језика укључујући и српски. У питању је издање без критичког апарата и највероватније преведено не са старогрчког оригинала већ са неког од модерних језика: Сократ Схоластик, Историја цркве, Шибеник 2000.